# Barakina
Barakina, de son vrai nom Moubarak Issoufou Oumarou (né le 30 août 1990 à Parakou, au Bénin) est un artiste et rappeur nigérien. Il est révélé au public en 2017,. 
Il est principalement connu pour dénoncer la mal gouvernance à travers sa musique,.